# Discovery Channel
Discovery Channel (conocido simplemente como Discovery) es un canal de televisión por suscripción televisión en Estados Unidos propiedad de Warner Bros. Discovery Inicialmente, proporcionó programación de "televisión documental" centrada principalmente en La diversión, deportes y las noticias, pero en la década de 2010 cambió su formato y comenzó a incluir programas de entretenimiento como realities y eventos deportivos.
Discovery inició transmisiones el día 17 de junio de 1985 en Estados Unidos. A partir de junio de 2013, Discovery pasó a ser el tercer canal de paga con mayor distribución en los Estados Unidos, solo por detrás de TBS y The Weather Channel. Dos años después, el canal ya contaba con cerca de 100 millones de abonados en su país de origen y 7 millones de abonados en Canadá. En 2010, llegaba a 2201 millones de televidentes, en más de 220 países y territorios. En Asia-Pacífico, es el canal internacional más visto, y en Argentina es el canal más visto de programación no ficticia. Está orientado para público adolescente de entre los 18 y los 21 años.
Una característica anual muy popular es la programación Semana del Tiburón (Shark Week), que se transmite durante el verano. A pesar de su popularidad y éxito, el programa ha recibido críticas, especialmente de la comunidad científica, por ser inexacto.

## Historia
El 17 de junio de 1985, se lanzó el canal The Discovery Channel con una inversión principal de 5 millones de dólares, con recursos en conjunto de la BBC, de Allen & Company y de Venture America, entre otras. Al principio, estaba disponible para 156 000 hogares y emitía durante 12 horas, desde las 15:00 horas hasta 03:00, con un 75% de espectadores estadounidenses. John Hendricks es el fundador y ha sido presidente, hasta 2014, de Discovery Inc., empresa matriz de Discovery fue conocido como "Telestick., en 1918.
En sus primeros años, el canal transmitía programas de la Unión Soviética, lo que incluía el programa de noticias Vremya. En 1988, se estrenó el programa World Monitor, producido por el periódico The Christian Science Monitor. Ese mismo año, empezó la Semana del Tiburon, que ha vuelto desde entonces anualmente. En cinco años, el canal había alcanzado los 50 millones de hogares.[cita requerida]
El canal, que desde sus inicios estaba basado en programas de ciencia y vida silvestre, empezó a cambiar su enfoque, a principios de la década de los 2000, para atraer a más público incorporando series de automóviles, de diferentes ocupaciones y series de investigación especulativa. Aunque las estrategias de programación reorientada dieron su visto bueno, el rating del canal comenzó a disminuir a mediados de la década. La caída en la audiencia se atribuyó en gran medida a una dependencia excesiva de algunas series exitosas, como Monster Garage y American Chopper. En 2005, el canal cambió su enfoque de programación, para incluir temas de ciencia e historia, y en 2006 su porcentaje de audiencia se recuperó.
El 4 de enero de 2006, Discovery fue nominado a siete Premios Primetime Emmy, que incluían el docudrama The Flight That Fought Back, que trata sobre el vuelo 93 de United Airlines en los atentados del 11 de septiembre de 2001, y el documental Deadliest Catch, acerca de un grupo de pescadores de mariscos.[cita requerida]
En 2007, las series de Discovery que se incluyeron en los Premios Emmy y los Peabody fueron: el documental Planeta Tierra, Trabajo sucio, MythBusters y Deadliest Catch. En 2008, añadieron los programas Fight Quest y Smash Lab.
A la fecha de este artículo, Discovery se presenta en varias versiones e idiomas (45, en total), y llega a más de 2 mil millones de televidentes, distribuidos en 170 países y territorios. Discovery es un canal sin afán de lucro, pero el dinero que gana lo reparte a organizaciones. Por ejemplo, Greenpeace, una organización no gubernamental ambientalista

## Señales
Discovery Channel llega a 367 millones de hogares en 220 países. Discovery Communications actualmente ofrece 364 canales feed's de televisión en 45 idiomas diferentes. En varios países, los canales de la cadena televisiva se encuentran disponibles en plataformas satelitales con varias pistas de audio o de subtítulo en los idiomas correspondientes para la audiencia a la que enfocan, entre los cuales se encuentran el español, alemán, ruso, checo, hindi, tamil, telugu, bengalí, neerlandés, portugués, italiano, noruego, sueco, danés, finés, turco, griego, polaco, húngaro, rumano, árabe, esloveno, japonés, coreano, serbio e croata. En Bulgaria, el canal ha estado ofreciendo programación subtitulada al búlgaro desde el 2000, y parte de su programación doblada desde 2010.

### Europa
El canal fue inicialmente lanzado como Discovery Channel Europe el 1 de abril de 1989 para toda la región, y se convirtió en la primera estación de la empresa fuera de los Estados Unidos. En el Reino Unido, Discovery Channel emite algunos programas de la contraparte estadounidense, tales como MythBusters, American Chopper, How it's made y Deadliest Catch. El canal es distribuido como una señal de suscripción básica dentro del servicio satelital Sky y en la cableoperadora digital Virgin Media. Discovery Channel UK también opera diferentes canales como Discovery Knowledge, Discovery Turbo, Discovery Science, Animal Planet, DMAX, Discovery Real Time, Discovery Home & Health, Discovery Travel & Leisure, y Discovery Shed. Varios de estos canales tienen señales timeshift. En Irlanda, el canal se encuentra disponible con una señal dedicada a emitir publicidad local durante los cortes comerciales. 
En Alemania, Austria y Suiza, Discovery Channel forma parte de la cadena digital Sky Deutschland y provee programación a otras cadenas de canales como ZDF y kabel eins. Discovery Communications también es propietaria del canal XXP, de índole documental, adquirido de Spiegel TV en la primavera de 2006, al cual renombró como DMAX para asociar el canal con la marca Discovery. Todas las series de este canal se encuentran dobladas al alemán.
En los Países Bajos, Discovery Channel se encuentra disponible en la mayoría de cableoperadoras digitales, servicios de televisión satelital y operadoras IPTV. La mayor parte de su programación se emite en su idioma original, pero deben emitirse con subtítulos en neerlandés como dicta los decretos para los canales de televisión holandeses. La mayoría de los anuncios y algunas series son narradas por un locutor que lee los diálogos mientras los personajes hablan en su idioma original. En Flandes, la región de habla neerlandesa de Bélgica, fue lanzada una señal flamenca de Discovery Channel el 1 de octubre de 2009 en varias cableoperadoras digitales. Previamente, el canal neerlandés era distribuido por servicios de televisión IPTV, satelitales y de cable digital. 
En Italia, Discovery Channel se distribuye en Sky Italia como parte de su paquete de canales documentales. Inclusive, Discovery posee otros cuatro canales en el país, los cuales son Discovery Science, Discovery Real Time, Discovery Animal Planet, y Discovery Travel and Living. 
En República Checa, Eslovaquia, Hungría, Polonia, Rumania, Bulgaria y los ex países yugoslavos (como Serbia, Croacia, Bosnia y Eslovenia), la señal paneuropea de Discovery Channel se encuentra disponible en los principales operadores de televisión por cable e IPTV, con la programación subtitulada en los idiomas de los respectivos países mencionados. También se encuentra disponible en Chequia, Eslovaquia y Polonia por operadoras satelitales (algunas de ellas requieren pago adicional). En Polonia, NC+ distribuye el canal con una pista de audio en polaco junto con la pista de audio en inglés. También se encuentra disponible el canal Discovery Historia dentro de esa misma operadora mediante un acuerdo con la emisora polaca TVN.  
En África, la señal paneuropea de Discovery Channel se encuentra disponible en la plataforma satelital DStv, junto con sus canales hermanos Discovery World, TLC e Investigation Discovery. Igualmente, en países de habla árabe el canal está disponible por el servicio satelital OSN.

### Asia
Discovery Channel Asia es un canal dirigido para los países de dicha región, tales como Filipinas, Taiwán, Corea del Sur, Malasia, Tailandia, Singapur, Vietnam, Indonesia, Japón, India, Sri Lanka, Bangladés, China, entre otros países. Fue lanzado el 1 de enero de 1993 y se encuentra operado por Discovery Channel International. Su sede principal está ubicada en Singapur. El canal está disponible en la mayoría de operadoras de televisión digitales dentro de los países de cobertura, y aún emite programación basada en criminalística (como Most Evil y The FBI Files). Varias de sus producciones se centran en el desarrollo general y en la sociedad de los países asiáticos, especialmente en India y China. Malasia, Tailandia y Singapur poseen otros canales derivados de Discovery Channel, tales como Discovery Turbo, Discovery Science, Discovery Home & Health, y Discovery Travel & Living.
La señal en Filipinas realiza desconexiones regionales con la asiática durante los cortes comerciales para transmitir publicidad local. 
El canal está disponible en India con tres pistas de audio adicionales que emiten en simultáneo en hindi, telugu y bengalí junto con una señal dedicada a la emisión de programación en tamil. La pista de audio en hindi fue agregada al canal en 1998, mientras que la pista de audio en telugu se encontraba disponible a partir 21 de octubre de 2010, y el audio en bengalí fue agregado en 2011.
El 15 de agosto de 2011, Discovery Networks lanza una señal separada del canal en tamil. En julio de 2012, empezó a ser distribuido por Dish TV y en ese entonces se encontraba disponible para 10 millones de hogares en Tamil Nadu por televisión analógica. Todas las series emitidas en el canal están dobladas en tamil y recibió una muy buena recepción por el público.

### Australia y Nueva Zelanda
En Australia, Discovery Channel forma parte de un paquete de seis canales en la televisión digital por suscripción (los cuales no incluyen canales timeshift), disponible en Foxtel, Optus TV y Austar. En Nueva Zelanda, la señal australiana del canal se encuentra distribuida por Sky Television

### Canadá
Discovery Channel Canadá emite una programación en inglés idéntica a la de su contraparte estadounidense junto con contenido canadiense para cumplir con las políticas de la Comisión de radiodifusión y telecomunicaciones de Canadá. Además, la variante canadiense transmite el programa de noticias científicas diario Daily Planet (originalmente conocida como @discovery.ca). Frecuentemente, varios segmentos de temas similares se extraen de muchos episodios de la serie y combinados en un especial de una hora para luego ser emitido en el canal estadounidense. La cadena también opera las versiones locales de Discovery World HD, Discovery Health, Discovery Science, Investigation Discovery y Animal Planet, mediante un acuerdo de licencias con Bell Media.

### América Latina
El canal Discovery Channel Latinoamérica se lanzó el 7 de febrero de 1994 en español para México y Argentina, y en portugués para Brasil por HBO Latin America Group bajo licencia de Discovery Networks, siendo su sede principal Miami, aunque hoy en día cuenta con oficinas a nivel local. Existen cuatro canales regionales (Time shifting) con horarios y publicidad dirigida para cada país.

## Logotipos

Logotipo de 1985 a 1987.

Logotipo de 1987 a 1995.

El primer logotipo de Discovery Channel mostraba un mapamundi y el nombre que en aquel entonces era The Discovery Channel. Durante dos décadas, a partir de 1987, el logotipo del canal incorporó la marca Discovery con la fuente Aurora en negrita, con una forma circular delante, el círculo usualmente tomó la forma de un sol naciente, o una versión animada del Hombre de Vitruvio.

Logotipo de 1995 a 2008.

En 1995, el nombre del canal se simplificó a "Discovery Channel", eliminando "The" de su nombre. Un globo se convirtió en parte permanente del logotipo y se agregó un subrayado en la parte inferior del logotipo.
Durante ese tiempo, la compañía comenzó a expandirse y lanzó varias canales nuevos. Muchas de esos canales utilizaron diseños de logotipos similares a los utilizados por Discovery, que a menudo incorporaron un globo y usan la misma fuente de letra, impact. Los canales que tenían logotipos basados en Discovery Channel incluían a Animal Planet, Travel Channel, Discovery Kids, Discovery Science, Discovery Wings y Discovery Home & Leisure. El logotipo se modificó ligeramente en el 2000 cuando la palabra "Channel" se movió al subrayado, y el globo se modificó para enfocarse en el océano Pacífico.

Logotipo de 2008 a 2019.

El 15 de abril de 2008, Discovery Channel debutó con un nuevo logotipo y un nuevo eslogan ("The World is Just Awesome", en español: El mundo es simplemente asombroso) iniciado con la primera temporada de Pesca mortal. La nueva imagen fue diseñada por la firma de diseño con sede en Boston Viewpoint Creative y reemplazó la fuente Aurora por Gotham. El globo se fusionó con la palabra Discovery desde la d en mayúscula. Más tarde, en 2009, la agencia de diseño Royale modificó ligeramente el logotipo, separando el globo de la "D" y haciendo que la palabra channel fuera un poco más grande. El logotipo modificado se extendió a los canales internacionales de Discovery durante el primer semestre de 2009.
En 2013, el logotipo mostraba solo la letra "D" cortada con un globo fusionado desde el lado izquierdo. Se usaron 6 globos diferentes para reflejar la programación del canal. Desde 2016 el logotipo en los EE. UU. es una D unida a un globo y abajo en menor tamaño la palabra Discovery, todo encerrado en un círculo.
El 1 de abril de 2019, Discovery dio a conocer un nuevo logotipo, cambiando el tipo de fuente, pero manteniendo el globo en la letra "D" cortada en mayúscula. La nueva marca viene acompañada por otra nueva campaña de imágenes, "The World is Ours", que presenta escenas de personalidades de Discovery cantando "Hooked on a Feeling". La versión estática del icono del globo utiliza una proyección no estándar que muestra todos los continentes.

## Mercado y marcas
Durante el Tour de Francia en 2004, la compañía Discovery anunció que se convertiría en el principal patrocinador del Equipo Pro Ciclismo Discovery Channel y participó con ellos el heptacampeón Lance Armstrong.
Discovery Radio
Discovery Radio era una red de radio cuya programación consistía en versiones en audio de programas populares de la familia de canales de Discovery Communications. Este servicio de radio por satélite se eliminó por completo en el 2007.[cita requerida]
Discovery Store
Discovery Channel prestó su marca en tiendas minoristas de centros comerciales y otros lugares de los Estados Unidos, y a una tienda en línea. Los productos eran videos, libros, CD-ROM y kits educativos escolares, con la marca Discovery Channel.[cita requerida]
Las tiendas de Discovery Channel se abrieron por primera vez en 1995. En 1997, la cadena tenía 17 tiendas en los Estados Unidos y 1 en el Reino Unido. Para ese momento, Discovery estaba construyendo una tienda principal en Washington D. C., con tres niveles temáticos, que incluía mar, tierra, espacio, aviación y ciencia para ser abierta en febrero de 1998, y anunció la apertura de otra en San Francisco para noviembre de ese mismo año. El 17 de mayo de 2007, Discovery anunció que cerraría sus tiendas independientes y las de los centros comerciales. Hudson Group continuaría operando las tiendas en los aeropuertos, y el sitio web seguiría en función.
Discovery Telescope
Discovery Channel financió la construcción del Telescopio Discovery Channel, en asociación con el Observatorio Lowell. El telescopio, con apertura de 4,3 m, se construyó en el Bosque Nacional Coconino (Coconino National Forest), cerca de Happy Jack, Arizona. Happy Jack se encuentra a una altitud de 2360 m s. n. m., aproximadamente 65 km al sursureste de Flagstaff.
Las asociaciones de investigación en el telescopio se ampliaron para incluir a la Universidad de Boston, la Universidad de Maryland, la Universidad de Toledo y la Universidad del Norte de Arizona. En su implementación inicial, el telescopio costó aproximadamente 53 millones de dólares. Desde 2012, el Telescopio Discovery Channel es el quinto telescopio más grande en los Estados Unidos continental. El proyecto, que inició en 2003, finalizó su construcción en febrero de 2012, y las primeras imágenes se tomaron en abril del mismo año.
First Time Filmmakers
First Time Filmmakers es un proyecto lanzado por Discovery Channel en Europa en 1995, y puesto en marcha en diversos países asiáticos y América Latina con el objetivo de realizar producciones televisivas de contenido y talento local de 30 minutos para luego ser emitido por Discovery Channel.
Discovery GO
En diciembre de 2015, Discovery Communications lanzó su servicio de TV Everywhere (streaming) llamado Discovery Go, que presenta contenido en vivo y vídeo bajo demanda de Discovery Channel y ocho de sus canales hermanos.
DPlay
DPlay al igual que Discovery Go, es el servicio en streaming de Discovery. DPlay tiene una librería de series, programas, documentales y canales en vivo. Los usuarios registrados pueden configurar las listas de reproducción personalizadas, guardar preferencias, seguir episodios, recibir notificaciones y sugerencias de contenidos de interés y comprar bajo demanda. Este servicio OTT está dirigido a las cada vez más personas que dejan la televisión convencional para consumir contenido en línea. DPlay está disponible en España, Finlandia, Suecia, Noruega, Los Países Bajos, Dinamarca e Italia en las plataformas de Google, Apple, Samsung TV y Android TV.
Discovery+
Discovery+ al igual que Discovery Go y DPlay, es un servicio en streaming de Discovery lanzado el 4 de enero de 2021. Discovery Plus tiene una biblioteca de "55.000 episodios" de programas de una variedad de marcas pertenecientes a A+E Networks y Discovery Inc. Discovery Plus también cuenta con contenido de la BBC, incluido el programa "A Perfect Planet". Hay dos formas de pago para adquirir ese servicio, una de USD 4,9 que incluye publicidad y otra de 6,9 libre de publicidad.
Discovery Game Studios
En 2019 Discovery Inc. anunció el lanzamiento oficial de Discovery Game Studios, que sirve como eje para la creación, concesión de licencias y distribución de juegos para PC, consolas de videojuegos y plataformas de juegos móviles. Los juegos están inspirados en series de televisión transmitidas en Discovery Channel, Animal Planet, ID, HGTV y TLC. Actualmente, Discovery Game Studios está trabajando directamente con los principales socios desarrolladores de juegos, como Ubisoft, Jam City, Playway Games, Code Horizon Studios y Gamaga, para crear y distribuir juegos en todo el mundo. Al día de hoy cuenta con un catálogo de 12 títulos en el mercado y otra docena está próxima a lanzarse.

## Noticias
El 1 de septiembre de 2010, un hombre de origen asiático entró al edificio con una pistola y disparó al menos una vez, tomó tres rehenes, luego lo mataron. Según fuentes de CNN era un activista del medio ambiente pues tenía un anunció que decía "Salva el planeta, Discovery Channel".

## Controversias
Man vs. Wild
En marzo de 2008, la estrella y conductor del programa Man vs. Wild nombrado en español A prueba de todo y en España El último superviviente se disculpó por ser un «montaje». Discovery mostraba a Bear Grylls como un aventurero varado en un lugar inhóspito y no aclaraba que se trataba de telerrealidad .
MythBusters
En agosto de 2008, The Consumerist informó que Discovery Channel había evitado un episodio de MythBusters que examinaba la seguridad RFID con respecto a su implementación en tarjetas de crédito antes de su transmisión original porque el episodio afectaría a las compañías de tarjetas de crédito, que son importantes anunciantes en Discovery Channel. Más tarde, se determinó que la decisión de no investigar el problema la tomó Beyond Productions, la compañía que produce MythBusters, y no la tomó el canal que lo emite.
Enigmatic Malaysia
Un anunció que promocionaba al programa Enigmatic Malaysia, una serie televisiva sobre los patrimonios culturales de Malasia, presentaba por error a bailarines balineses de Pendet (baile tradicional de Indonesia). Esto provocó la indignación de los bailarines, que publicaron mensajes exigiendo disculpas por la desinformación, que luego provocó una serie de protestas callejeras. Se hicieron demandas a lo gobiernos locales, historiadores culturales y al ministerio de turismo en Indonesia. Según informes, el gobierno de Malasia ofreció una disculpa, que fue rechazada por el ministro de turismo de Indonesia, ya que la disculpa se dio informalmente por teléfono, el ministro de turismo de Indonesia exigió una disculpa por escrito.
RCS & RDS
En noviembre de 2012, el proveedor rumano RCS & RDS inhabilitó los canales de Discovery Communications. El director ejecutivo de Discovery Communications, Mark Hollinger, envió una carta abierta en su intento de contrarrestar dicha acción, alegando el derecho al espectador de elegir que canales ver.  A su vez, RCS & RDS emitió un comunicado de prensa en el que acusaba a Discovery que sus principales preocupaciones eran mantener las tarifas y ganancias monetarias lo más altas posibles. Después de 4 años de ausencia, el 30 de diciembre de 2016, Discovery Channel y su canal hermano The Learning Channel regresaron a la parrilla de canales.
Eaten Alive
Eaten Alive fue un programa de televisión en el que el cineasta de vida silvestre Paul Rosolie supuestamente iba a ser «comido vivo» por una anaconda. Se emitió el 7 de diciembre de 2014. Cuando se emitió el especial, la anaconda atacó a Rosolie pero no lo tragó, como su título implicaba, lo que provocó numerosas quejas.
Naked and Afraid
Naked and Afraid es una serie que se estrenó por primera vez el 23 de junio de 2013. Un hombre y una mujer son arrojados solos a la naturaleza sin ropa y se les deja para sobrevivir. Aunque el programa difumina parte del cuerpo de los actores, ellos están completamente desnudos, lo que provocó controversia y críticas. Las organizaciones Parents Television Council, One Million Moms y American Family Association han protestando por la temática del programa .